# Pedro Claro Meurice Estiú
Pedro Claro Meurice Estiú (n. 23 februarie 1932, San Luis, Cuba – d. 21 iulie 2011, Miami, SUA) a fost un teolog romano-catolic arhiepiscop de Santiago de Cuba.